# Villy-lez-Falaise
Villy-lez-Falaise ist eine französische Gemeinde mit 269 Einwohnern (Stand 1. Januar 2022) im Département Calvados in der Region Normandie. Sie gehört zum Arrondissement Caen und zum Kanton Falaise.

## Geographie
Die Gemeinde Villy-lez-Falaise liegt 37 Kilometer südlich von Caen und vier Kilometer östlich von Falaise. Umgeben wird Villy-lez-Falaise von den Nachbargemeinden:
| Eraines     | Damblainville                               | Morteaux-Coulibœuf |
| Eraines     | Kompassrose, die auf Nachbargemeinden zeigt | Fresné-la-Mère     |
| La Hoguette | La Hoguette Fresné-la-Mère                  | Fresné-la-Mère     |

## Bevölkerungsentwicklung
| Jahr                       | 1962 | 1968 | 1975 | 1982 | 1990 | 1999 | 2007 | 2019 |
| Einwohner                  | 198  | 215  | 208  | 190  | 248  | 229  | 245  | 269  |
| Quellen: Cassini und INSEE |      |      |      |      |      |      |      |      |